# Achille Simonetti
Achille Simonetti (Roma, 1838 – Sydney, 23 marzo 1900) è stato uno scultore italiano, attivo principalmente in Australia.

## Biografia

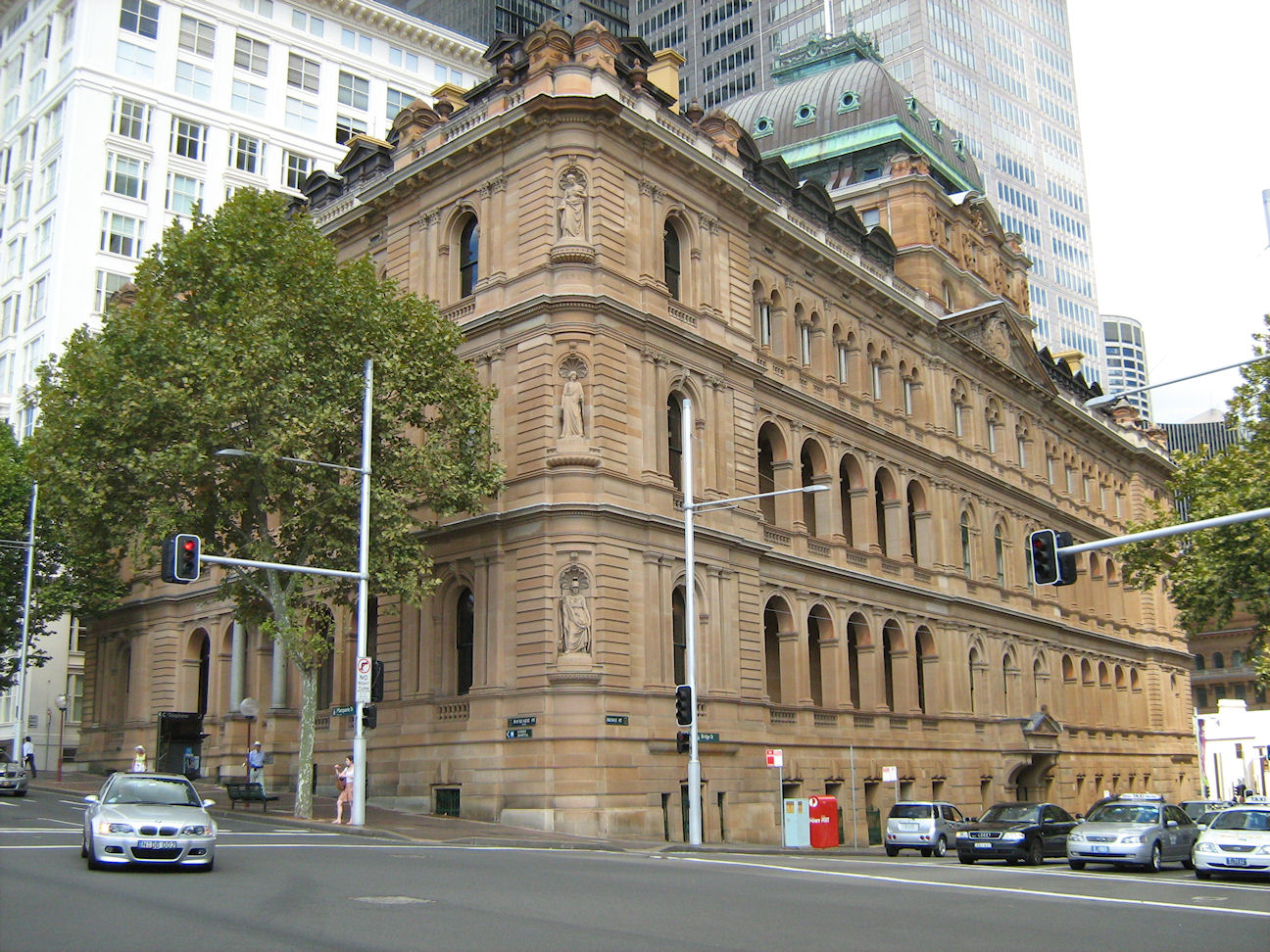
Il palazzo del Governo del Nuovo Galles del Sud con le statue realizzate nel 1880.

Figlio dello scultore romano Luigi Simonetti e della moglie Rosina, frequentò sotto l'insegnamento del padre l'Accademia Nazionale di San Luca.
Nel 1871, su consiglio dell'Arcivescovo di Brisbane James Quinn, si trasferì in Australia, a Brisbane, per poi spostarsi nuovamente a Sydney nel 1874. Nell'area di Balmain aprì un proprio studio ed iniziò ad insegnare nella locale università, all'interno del St John's College. Espose nello stesso anno all'esibizione organizzata dall'Academia d'Arte del Nuovo Galles un busto del governatore Sir Hercules Robinson, che gli fece ottenere la medaglia d'argento in scultura e modellato. L'anno seguente vinse il primo premio di scultura ad un'esibizione organizzata dall'Agricultural Society del Nuovo Galles del Sud e la medaglia d'oro all'annuale esibizione organizzata dall'Accademia.
Nel maggio 1875 ottenne la cattedra di Scultura e Modellato presso la scuola d'arte dell'Accademia. L'anno successivo espose alla Royal Academy di Londra un busto del commodoro James Graham Goodenough. Nel 1879 fu presente all'Esposizione Internazionale di Sidney e nel 1880 all'Expo 1880, tenutasi a Melbourne, in cui espose due busti nella mostra organizzata nel padiglione del Nuovo Galles del Sud.
Acquisita notevole fama divenne uno dei più ricercati scultori in città, ricevendo commissioni da diverse figure di spicco dell'epoca. Negli anni 80 del 1800 ricevette l'incarico dal governo di realizzare sei statue per la decorazione del Palazzo del Governo del Nuovo Galles, all'epoca sede del governo Coloniale. Nel 1891 completò una statua dell'Arcivescovo Quinn, ora nella Cattedrale di Santo Stefano, e iniziò la realizzazione di una seconda statua per l'Università di Sydney raffigurante il mercante e filantropo John Henry Challis.
Nel 1893 realizzò una monumentale statua in bronzo del governatore Arthur Phillip, commissionatagli da Sir Henry Parkes nel 1889, e ancora oggi collocata nei Giardini Botanici di Sydney.
Simonetti morì il 23 marzo del 1900 a causa di un attacco di cuore. È sepolto nel cimitero di Rookwood.

## Opere nelle collezioni

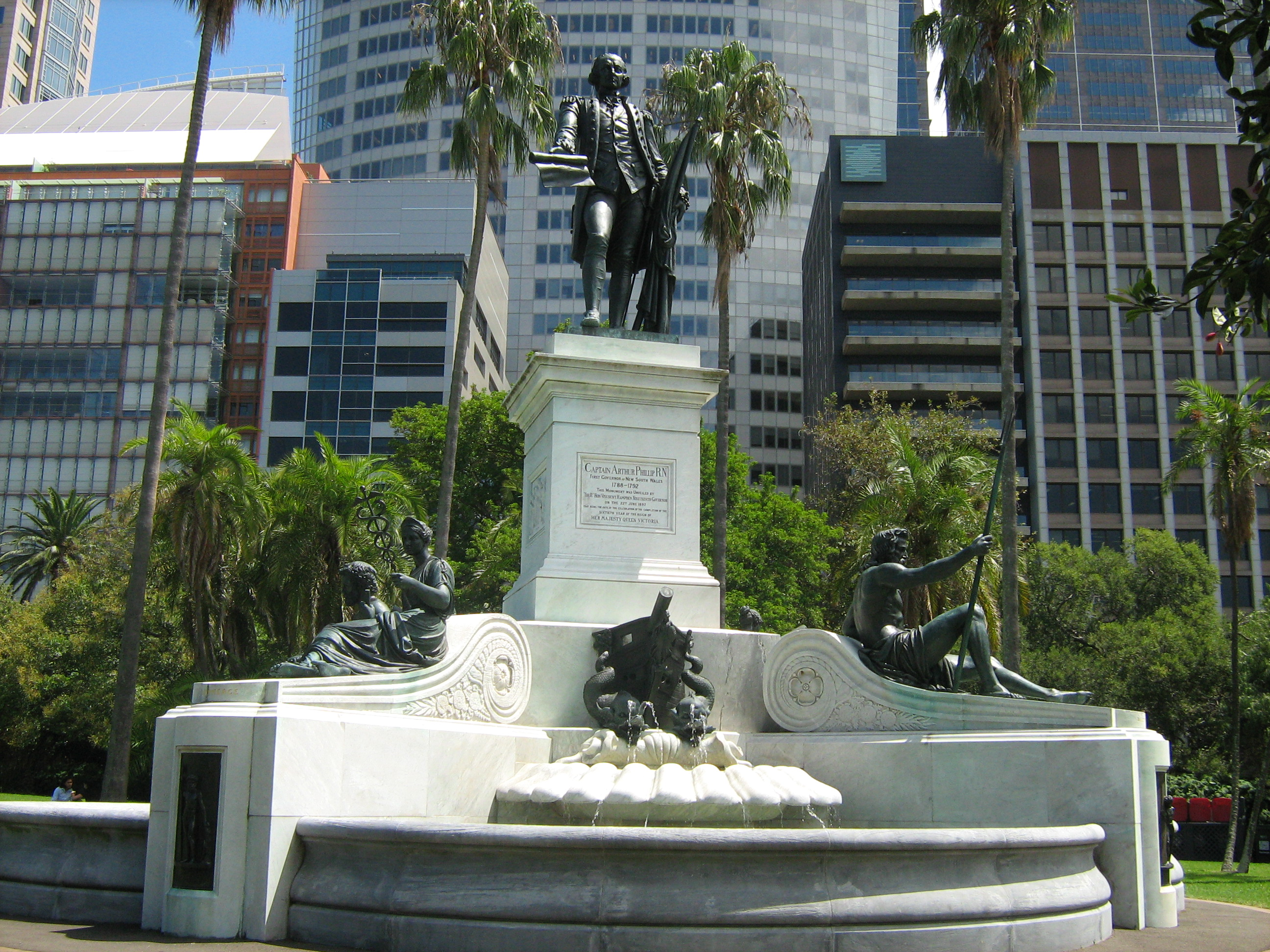
Il monumento ad Arthur Phillip nei Giardini Botanici.

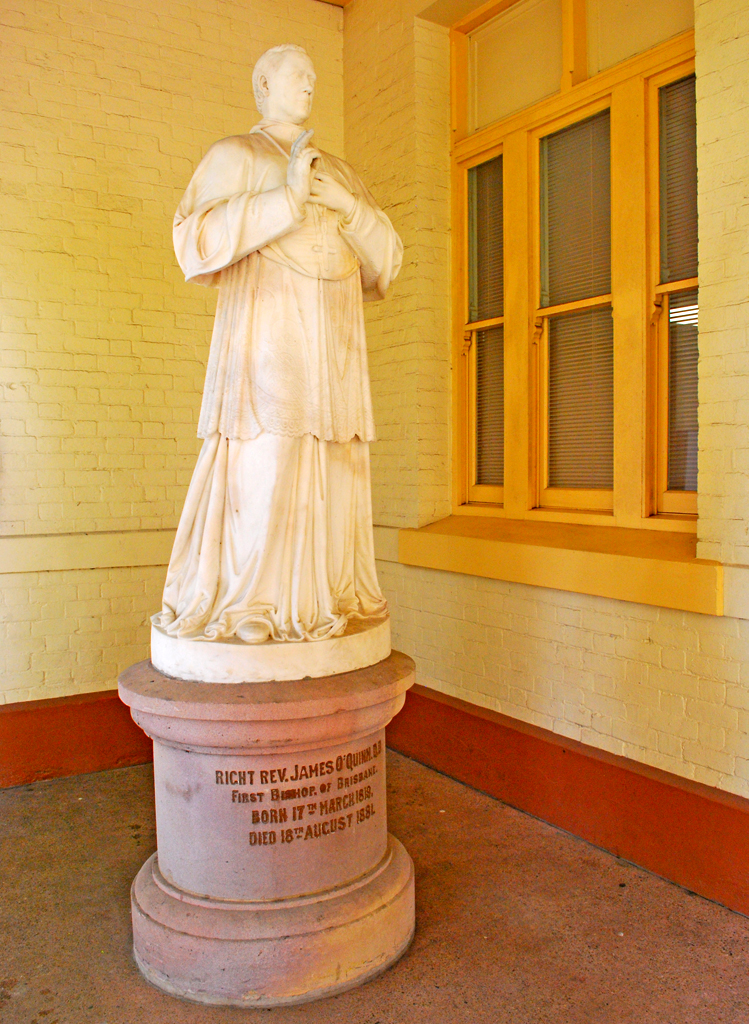
La statua del vescovo Quinn nella Cattedrale di Santo Stefano a Brisbane.

- Busto di John Fairfax - marmo di Carrara, National Portrait Gallery, Canberra[1]
- Busto del Commodoro Goodenough - 1875 ca, marmo di Carrara, Art Gallery of New South Wales, Sydney[2]
- Busto di Maurice O'Connell - 1877, marmo di Carrara, Parlamento del Queensland, Brisbane
- Busto di Edward Combes - terracotta, Art Gallery of New South Wales, Sydney[3]
- Busto di Sir Alfred Stephen - 1886, marmo di Carrara, Parlamento del Nuovo Galles del Sud, Sydney[4]
- Busto di William Bede Dalley - 1886, marmo di Carrara, Parlamento del Nuovo Galles del Sud, Sydney[4]
- Busto di Edward Orpen Moriarty - 1887, marmo di Carrara, Australian National Maritime Museum, Sydney[5]
- Busto di William Charles Wentworth - marmo di Carrara, Parlamento del Nuovo Galles del Sud, Sydney[4]
- Busto di Sir John Robertson - 1888, marmo di Carrara, Parlamento del Nuovo Galles del Sud, Sydney[4]
- Busto di Lady Parkes - 1889, marmo di Carrara, The Australiana Fund, Sydney[6]
- Busto di Sir Arthur Renwick - 1892, marmo di Carrara, Università di Sydney, Sydney[7]
- Statua di John Henry Challis - 1893, marmo di Carrara, Università di Sydney, Sydney[8]
- Busto di Sir John Hay - 1889, marmo di Carrara, Parlamento del Nuovo Galles del Sud, Sydney[4]
- Busto di Sir Alfred Stephen - 1899, marmo di Carrara, Art Gallery of New South Wales, Sydney[9]
- Busto di Sir John Lackey - 1899, marmo di Carrara, Parlamento del Nuovo Galles del Sud, Sydney[4]